# Court Tomb von Carricknamoghil

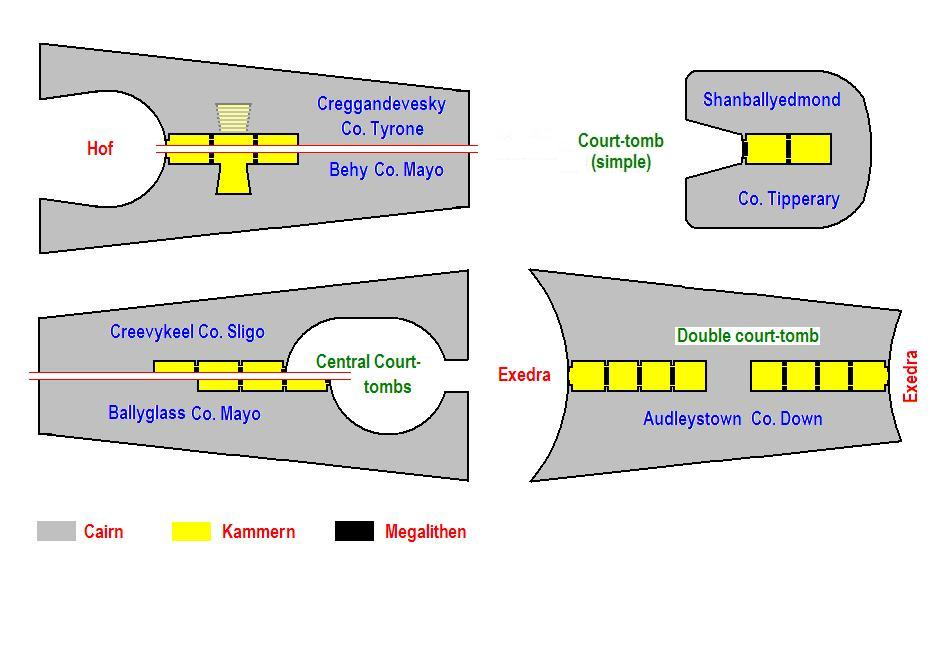
Verschiedene Formen von Court Tombs

Das zwischen 4000 und 2500 v. Chr. in der Jungsteinzeit errichtete Court Tomb von Carricknamoghil (irisch Carraig na mBuachaill, auch Dermot and Grania’s Bed genannt) liegt zwischen Bungalows im Townland Carricknamoghil, nördlich von Killybegs im County Donegal in Irland. Court Tombs gehören zu den megalithischen Kammergräbern (englisch chambered tombs) in Irland und Großbritannien. Sie werden mit etwa 400 Exemplaren größtenteils in Ulster im Norden der Republik Irland und in Nordirland gefunden. Der Begriff Court Tomb wurde 1960 von dem irischen Archäologen Ruaidhrí de Valera eingeführt.
Die Reste des Court Tombs von Carricknamoghil sind aufgrund der Zerstörung und des starken Bewuchses schwer zu interpretieren. Ein Weg verläuft durch seinen etwa 30,0 m langen und 15,0 m breiten niedrigen Cairn. Es gibt etwa 8,0 m voneinander entfernt zwei Galerien im Hügel. Die größere, westliche Galerie ist etwa 7,0 m lang und kann zwei Kammern gehabt haben. Sie hat einen Sturz über dem Zugang und Spuren eines Hofes an der östlichen Seite. Es gibt ein paar erhaltene Steine, die zum Hof (englisch court) gehören. Die östliche etwa 4,0 m lange Galerie ist weniger gut erhalten, da hier der Weg verläuft. Die Anordnung könnte anzeigen, dass es sich um ein Zentral Court Tomb (vergleichbar mit Ballyglass und Deerpark) handelt, mit entgegengesetzten Galerien. Vermutlich war es aber eine Nebenkammer, die an der Seite des Hofes in der Nähe seines Eingangs eingebaut wurde.
In der Nähe liegt das Wedge Tomb von Casheltown.